# Rodrigo Uría Meruéndano
Rodrigo Uría Meruéndano (Madrid, 12 de enero de 1941 - Aguas del Adriático, Croacia, 17 de julio de 2007) fue un abogado español.

## Biografía
Hijo del también abogado Rodrigo Uría González, tras licenciarse en Derecho se especializa en Derecho Societario y en fusiones y adquisiciones. En 1973 se incorpora a Uría Menéndez, el despacho de abogados fundado por su padre junto a Aurelio Menéndez. En 1978 sucede a Uría González al frente del bufete.
Bajo su dirección, se produce la gran expansión de Uría Menéndez, que en los siguientes 30 años pasaría a contar con quinientos abogados y se implanta en Portugal, Reino Unido, Bélgica, Estados Unidos, Brasil, Chile, Argentina, México y Perú. En 2005 renuncia a la dirección y asume la Presidencia del bufete.
Hijo asimismo de la pintora asturiana Blanca Meruéndano fue un gran amante de las artes, ha sido patrono de varios Museos, entre ellos el Museo Antropológico, el Museo Thyssen-Bornemisza, el Museo Reina Sofía y desde julio de 2004 hasta su fallecimiento Presidente del Patronato del Museo del Prado de Madrid. Su relación con el Prado, cuyo origen se remonta a décadas antes, incluyó episodios tan comentados como la recuperación en 1986 del Retrato de la Marquesa de Santa Cruz de Francisco de Goya, cuadro que había sido exportado ilegalmente y cuya subasta en Londres motivó un litigio del Gobierno español, proceso en el cual Uría intervino gratuitamente. También participó en las negociaciones para el arrendamiento de la Colección Thyssen-Bornemisza y su posterior compra por parte del Estado. 
El abogado falleció el 17 de julio de 2007, víctima de un infarto mientras disfrutaba de unas vacaciones en Croacia. Dos años después, el Ayuntamiento de Madrid le dedicó una plaza en el distrito de Chamartín .